# Masse oscillante

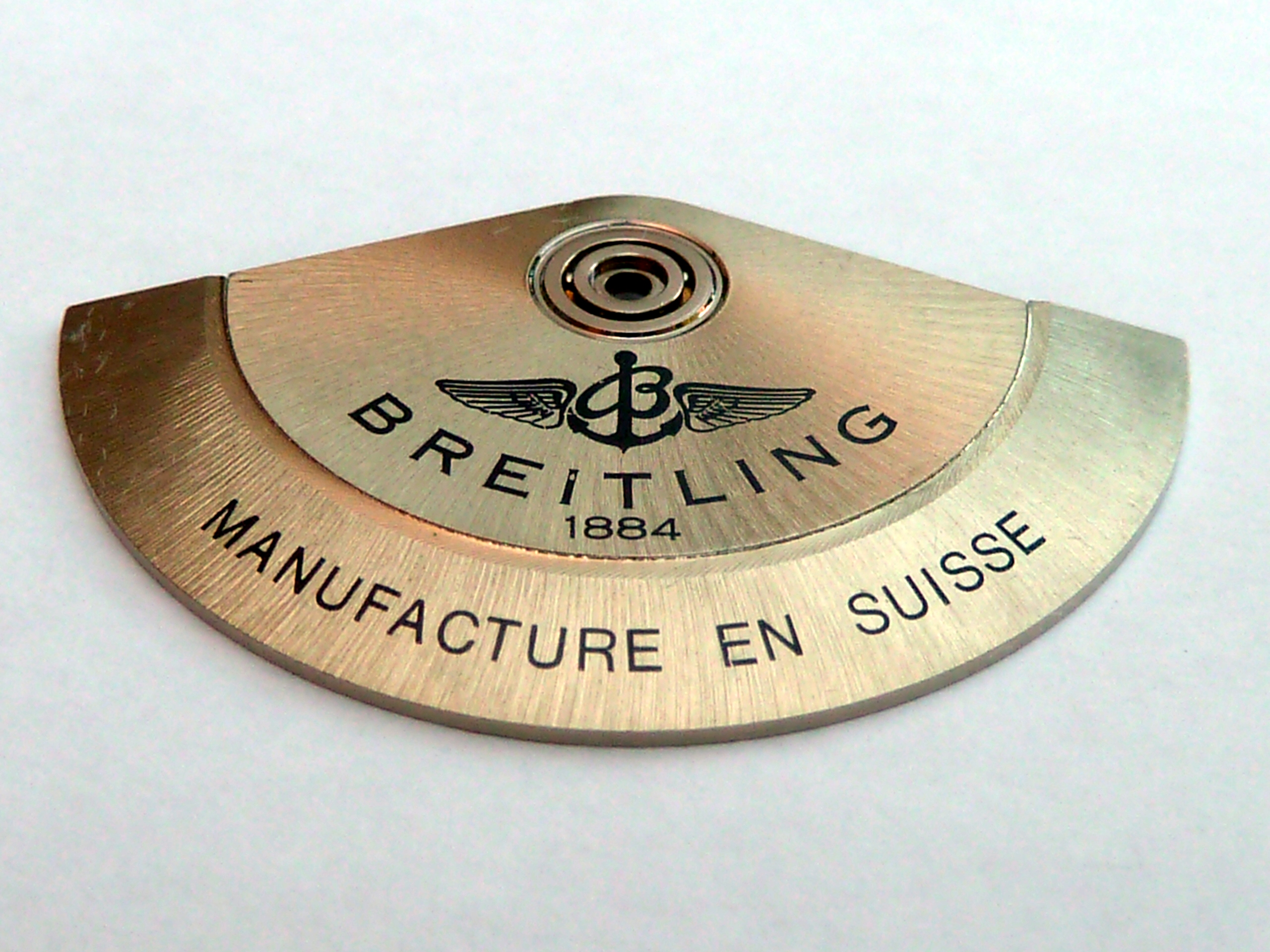
Masse oscillante Breitling pour un mouvement Valjoux 7750.

La masse oscillante (aussi appelée rotor) d'une montre automatique est un composant qui tourne librement et arme le ressort moteur. Ce dispositif permet à une montre-bracelet automatique de continuer à fonctionner aussi longtemps que son propriétaire la porte au poignet. C'est une forme de récupérateur d'énergie.